# Autoindutor-2
O Autoindutor-2 (AI-2), um diéster de borato-furanosil ou tetrahidroxi furano (dependendo da espécies), é membro de uma família de moléculas de sinalização usadas na detecção de quorum por bactérias. A AI-2 é uma das poucas biomoléculas conhecidas que incorporam boro. Identificado pela primeira vez na bactéria marinha Vibrio harveyi, o AI-2 é produzido e reconhecido por muitas bactérias Gram-negativas e Gram-positivas. AI-2 É formado pela reação da 1-desoxi-3-desidro-D-ribulose com ácido bórico, e é reconhecida pelo sensor quinase LuxPQ de dois componentes nas Vibrionaceae .
O AI-2 é transportado ativamente pelo transportador do tipo ABC Lsr  para a célula em Enterobacteriaceae e outros taxa bacterianos (Pasteurella, Photorhabdus, Haemophilus, Bacillus), onde é fosforilado pelo LsrK. À medida que a AI-2 se acumula, mais AI-2 é captada via LsrABCD, fosforilada via LsrK e a transcrição de lsr é reprimida, permitindo ainda mais captação de AI-2.

Há questionamentos sobre o status da AI-2 como um sinal universal. Embora o gene luxS, que codifica a proteína responsável pela produção de AI-2, seja presente em muitas bactérias, este último tem principalmente um papel metabólico primário na reciclagem de S-adenosil-L-metionina, sendo o AI-2 um subproduto desse processo . O comportamento relacionado a AI-2 se restringe principalmente a organismos que têm genes receptores conhecidos de AI-2.